# Liste der Burgen und Schlösser in der Woiwodschaft Podlachien
Die Liste der Burgen und Schlösser in der Woiwodschaft Podlachien umfasst bestehende und verfallene Burgen und Schlösser in der polnischen Woiwodschaft Podlachien.

## Burgen und Schlösser
| Name                         | Ort          | Region            | Baujahr   | Zustand        | Bild |
| ---------------------------- | ------------ | ----------------- | --------- | -------------- | ---- |
| Zarenschloss Białowieża      | Białowieża   | Białowieża-Urwald | 1894      | Umfunktioniert |      |
| Branicki-Palast              | Białystok    |                   | vor 1571  | Erhalten       |      |
| Gästeschloss Białystok       | Białystok    |                   | vor 1771  | Erhalten       |      |
| Hasbach-Schloss Białystok    | Białystok    |                   | 1880      | Erhalten       |      |
| Nowik-Schloss Białystok      | Białystok    |                   | 1910      | Erhalten       |      |
| Trylling-Schloss Białystok   | Białystok    |                   | 1898      | Erhalten       |      |
| Lubomirski-Schloss Białystok | Białystok    |                   | nach 1850 | Erhalten       |      |
| Burg Ciechanowiec            | Ciechanowiec |                   | nach 1500 | Ruine          |      |
| Schloss Choroszcz            | Choroszcz    |                   | 1745      | Erhalten       |      |
| Burg Drohiczyn               | Drohiczyn    |                   | um 1400   | Ruine          |      |
| Königsschloss Knyszyn        | Knyszyn      |                   | 1537      | Ruine          |      |
| Burg Łomża                   | Łomża        |                   | 1404      | Ruine          |      |
| Bischofspalast Łomża         | Łomża        |                   | 1925      | Erhalten       |      |
| Ordensburg Metenburg         | Augustów     |                   | 1392      | Ruine          |      |
| Burg Mielnik                 | Mielnik      |                   | nach 1400 | Ruine          |      |
| Schloss Rudka                | Rudka        |                   | 1718      | Erhalten       |      |
| Burg Tykocin                 | Tykocin      |                   | vor 1433  | Erhalten       |      |